# FK Nikars Ryga
FK Nikars Ryga – łotewski klub futsalowy z siedzibą w Rydze, obecnie występuje w łotewskiej ekstraklasie.

## Sukcesy
- Mistrzostwo Łotwy (7): 2008, 2009, 2010, 2011, 2012, 2013, 2014